# Superkilen
Superkilen je městský veřejný park v městské části Nørrebro, v dánském hlavním městě Kodani. Byl navržen uměleckou skupinou Superflex ve spolupráci s dánskou architektonickou firmou Bjarke Ingels Group a německou společností Topotek1. Hlavním záměrem bylo sblížit novým parkem uprchlíky s místními obyvateli. Otevřen byl v červnu 2012 a kromě původní myšlenky se zařadil mezi kodaňské turistické atrakce. Park je dlouhý zhruba kilometr, má proměnlivou šířku a pokrývá přibližně 30 000 m2.

## Příprava
Projekt byl oznámen v roce 2008, proces návrhu trval zhruba rok – od ledna 2009 do února 2010. Architektonické společnosti nenavrhly park tradičním způsobem, ale do značné míry zapojily veřejnost. Pomocí internetu, e-mailu, novin a rádia oslovily okolní obyvatele a shromažďovaly návrhy na objekty, které by park měl obsahovat, aby reprezentoval všech šedesát národností, které se nacházejí v okolní oblasti; vhodné objekty následně zkontrolovala a schválila městská rada.
Výstavba probíhala od srpna 2010 do 22. června 2012. Celková cena projektu byla 159,8 miliónů dánských korun (8,87 milionu amerických dolarů).

## Členění
Park Superkilen se rozprostírá po stranách veřejné cyklostezky a pokrývá plochu asi 30 000 metrů čtverečních, přičemž se skládá ze tří hlavních oblastí – červeného náměstí, černého náměstí a zeleného parku. Zatímco červené náměstí, natřené jasně červenou, oranžovou a růžovou barvou, se zaměřuje na rekreaci a modernitu, černé náměstí v centru parku je klasické náměstí s fontánou. Celé je vytvořeno z černého betonu, přičemž jsou na něm natřené bílé pruhy, z nichž každý vede k nějaké atrakci či budově. Zelený park, na rozdíl od červeného a černého náměstí tvořený převážně rostlinami a trávníkem, je přírodní část Superkilenu.
V parku se nachází mnoho objektů, které byly speciálně dovezeny nebo okopírovány podle zahraničních vzorů. Nacházejí se zde například houpačky z Iráku, lavičky ze čtrnácti zemí včetně Česka, fontána z Maroka a designové odpadkové koše z Anglie. Dále jsou zde artefakty ilustrující etnickou rozmanitost místní populace (původem z až 60 zemí) či celkem 108 rostlin (například palmy z Číny). 
Každá atrakce a objekt má štítek s popisem v dánštině a v jazyce země, ze které pochází. Návštěvníci si mohou také stáhnout aplikaci, kde se o jednotlivých předmětech dozvědí více v dalších jazycích.

## Atrakce a objekty
Park obsahuje v jednotlivých zónách různé atrakce:

### Zelený park
- Autobusová zastávka z Kazachstánu
- Autobusová značka z Jordánska
- Barbecue z JAR
- Basketbalové koše ze Somálska
- Býk Osborne ze Španělska
- Hamaka z Austrálie
- Houpačky z Afghánistánu
- Kanalizační poklopy ze Švýcarska a Izraele
- Lampy z Itálie, Rakouska a SAE
- Lavičky z Belgie, Brazílie, Česka, Etiopie, Kuvajtu, Portugalska, Slovinska, Švédska a Tuniska
- Neonové nápisy z USA
- Odpadkový koš ze Spojeného království
- Patníky z Egypta
- Pergola inspirovaná tanečním pavilonem v St. Louis, USA
- Piknikový stůl z Arménie
- Pomůcky na cvičení ze Santa Monicy
- Ptačí domek z Dánska
- Pákistánská branka
- Ruský pavilon
- Stojan na kola z Francie a Nizozemska
- Stůl na stolní tenis ze Španělska

### Černé náměstí
- Barbecue z Argentiny
- Barové židle z Brazílie a Rumunska
- Japonská chobotnice
- Kanalizační poklopy z Irska a Tanzanie
- Lampy z Německa, USA a Spojeného království
- Lavičky z Belgie a Německa
- Marocká fontána
- Neonové nápisy z Kataru
- Odpadkový koš ze Skotska
- Palmy z Číny
- Patník z Ugandy
- Socha z Německa
- Stojan na kola z Norska
- Šachové stoly z Bulharska
- Zemina z Palestiny

### Červené náměstí
- Basketbalový koš z USA
- Chilská nástěnná malba
- Dopravní značky z Ruska
- Kanalizační poklopy z Irska, Izraele, Polska a Švýcarska
- Klouzačka z Ukrajiny
- Lampy ze Spojeného království
- Lavičky z Kuby, Švýcarska a Íránu
- Neonové cedule z Číny, Ruska a Tchaj-wanu
- Odpadkový koš ze Spojeného království
- Patník z Nizozemska a Ghany
- Pomůcky na cvičení z Turecka
- Ring na box z Thajska
- Rozhlas z Jamajky
- Stojan na kola z Finska a Nizozemska
- Taneční tyč z Číny

## Ocenění
Projekt získal cenu AIA Honor 2013 v kategorii „Regional & Urban Design“ od American Institute of Architects. Byl zařazen do užšího výběru v kategorii „Design roku“ v soutěži od Design Museum v Londýně a také Ceny Evropské unie za současnou architekturu. Superkilen byl také jedním ze šesti vítězů ceny Aga Khan Award za architekturu v roce 2016.

## Význam parku
Úkolem parku bylo spojení dvou obytných oblastí dříve rozdělených plotem a propojení okolní periferie se zbytkem města; ačkoli bylo v oblasti mnoho vandalismu, nynější park tento problém nemá. Zintenzivnila se zde pěší i cyklistická doprava a obecně aktivita občanů. Přidání zeleně do míst, kde dříve býval pouze beton, pomohlo kromě aktivity občanů také zlepšit hospodaření s vodou.
Různé platformy umístily park do svých seznamů nejatraktivnějších kodaňských turistických cílů a mnoho společností použilo park také jako pozadí pro reklamu.

## Galerie
- Japonská chobotnice
- Marocká fontána
- Neonové cedule na červeném náměstí
- Ruský pavilon
- Pohled na zelený park
- Arménské piknikové stoly